# Saint-Rémy-Boscrocourt
Saint-Rémy-Boscrocourt – miejscowość i gmina we Francji, w regionie Normandia, w departamencie Sekwana Nadmorska.
Według danych na rok 1990 gminę zamieszkiwały 672 osoby, a gęstość zaludnienia wynosiła 80 osób/km² (wśród 1421 gmin Górnej Normandii Saint-Rémy-Boscrocourt plasuje się na 357. miejscu pod względem liczby ludności, natomiast pod względem powierzchni na miejscu 439.).